# Euxoa vallus
Euxoa vallus là một loài bướm đêm trong họ Noctuidae.